# American Wire Gauge

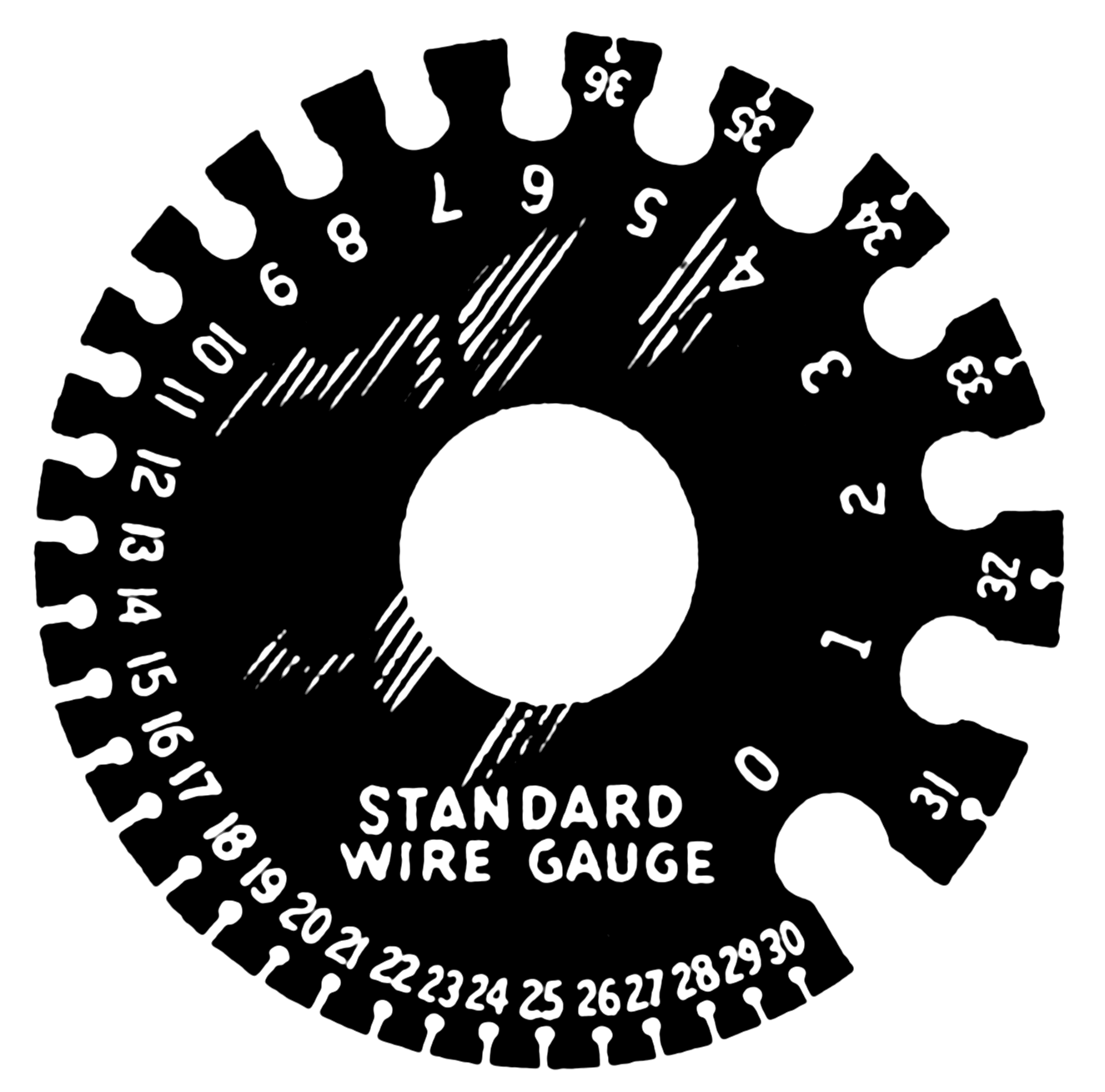
Gabarit AWG.

Pour les articles homonymes, voir AWG.
 (octobre 2017).
Si vous disposez d'ouvrages ou d'articles de référence ou si vous connaissez des sites web de qualité traitant du thème abordé ici, merci de compléter l'article en donnant les références utiles à sa vérifiabilité et en les liant à la section « Notes et références ».
L'American Wire Gauge (abrégé en AWG, également connu sous le nom de Brown and Sharp (B&S) Wire Gauge) est une unité de mesure utilisée aux États-Unis entre autres, permettant de définir le diamètre d’un câble électrique.
Plus la valeur AWG est élevée, plus le diamètre indiqué est petit. Cela résulte du fait que la valeur numérique représentait le nombre d’opérations de tréfilage nécessaires pour produire un câble d’un diamètre donné. Plus le câble est fin, plus le nombre de passages dans la machine est grand. C'est une fonction discrète et logarithmique de la section du câble. 

## Aperçu historique
C'est l'américain J.R. Brown qui a mis au point cette unité de mesure acceptée en 1857. Pour déterminer la constante de pas entre un diamètre et le suivant, celui-ci choisit deux valeurs de AWG ou de grosseur de fil (AWG 0000(4/0) et AWG 36) déterminant ainsi 39 intervalles intermédiaires. La formulation mathématique de cette constante ainsi trouvée est donnée dans la section suivante. 

## Formulaire
- Constante de pas : {\displaystyle \scriptstyle {\frac {d_{(AWG-1)}}{d_{(AWG)}}}=\textstyle {\sqrt[{39}]{\frac {0{,}46}{0{,}005}}}=\textstyle {\sqrt[{39}]{92}}=\scriptstyle \ 1{,}1229322} (les valeurs d'origine 0,46 et 0,005 sont exprimées en pouce (inch) et correspondent approximativement à 11,7 et 0,127 mm)
- Calcul du diamètre : {\displaystyle \scriptstyle \ d_{n}=0.127\times 92^{\frac {36-n}{39}}} (en millimètres) (92 correspond au ratio de 0,46/0,005), 
 ou (Unités US) : {\displaystyle \scriptstyle \ d_{n}=0,005\times 92^{\frac {36-n}{39}}} (en pouces)
- Calcul de la section : {\displaystyle S_{n}={\frac {\pi }{4}}d_{n}^{2}=0,012668~\mathrm {mm} ^{2}\times 92^{\frac {36-n}{19.5}}=0,000019635~\mathrm {inch} ^{2}\times 92^{\frac {36-n}{19.5}}}
- Rapports de section : {\displaystyle R_{1}={\frac {S_{n+1}}{S_{n}}}=92^{\frac {2}{39}}}, soit environ 1,261 {\displaystyle R_{3}={\frac {S_{n+3}}{S_{n}}}}, légèrement supérieur à 2 : la section S schématiquement double quand le numéro AWG diminue de 3.

## Table de correspondance AWG
(Le tableau de correspondance ci-dessous est donné pour un fil de cuivre nu).
| AWG        | Diamètre (mm) | Nb spires/cm | Section (mm²) | Résistance linéique (Ω/km) |
| ---------- | ------------- | ------------ | ------------- | -------------------------- |
| 0000 (4/0) | 11,7          | 0,856        | 107           | 0,17                       |
| 000 (3/0)  | 10,4          | 0,961        | 85,0          | 0,21                       |
| 00 (2/0)   | 9,27          | 1,08         | 67,4          | 0,26                       |
| 0 (1/0)    | 8,25          | 1,21         | 53,5          | 0,33                       |
| 1          | 7,35          | 1,36         | 42,4          | 0,40                       |
| 2          | 6,54          | 1,53         | 33,6          | 0,51                       |
| 3          | 5,83          | 1,72         | 26,7          | 0,64                       |
| 4          | 5,19          | 1,93         | 21,2          | 0,81                       |
| 5          | 4,62          | 2,16         | 16,8          | 1,03                       |
| 6          | 4,12          | 2,43         | 13,3          | 1,30                       |
| 7          | 3,66          | 2,73         | 10,5          | 1,63                       |
| 8          | 3,26          | 3,06         | 8,37          | 2,06                       |
| 9          | 2,91          | 3,44         | 6,63          | 2,60                       |
| 10         | 2,59          | 3,86         | 5,26          | 3,28                       |
| 11         | 2,30          | 4,34         | 4,17          | 4,13                       |
| 12         | 2,05          | 4,87         | 3,31          | 5,21                       |
| 13         | 1,83          | 5,47         | 2,62          | 6,57                       |
| 14         | 1,63          | 6,14         | 2,08          | 8,29                       |
| 15         | 1,45          | 6,90         | 1,65          | 10,4                       |
| 16         | 1,29          | 7,75         | 1,31          | 13,20                      |
| 17         | 1,15          | 8,70         | 1,04          | 16,60                      |
| 18         | 1,02          | 9,77         | 0,823         | 20,90                      |
| 19         | 0,912         | 11,0         | 0,653         | 26,40                      |
| 20         | 0,812         | 12,3         | 0,518         | 33,30                      |
| 21         | 0,723         | 13,8         | 0,410         | 41,99                      |
| 22         | 0,644         | 15,5         | 0,326         | 52,95                      |
| 23         | 0,573         | 17,4         | 0,258         | 66,80                      |
| 24         | 0,511         | 19,6         | 0,205         | 84,20                      |
| 25         | 0,455         | 22,0         | 0,162         | 106                        |
| 26         | 0,405         | 24,7         | 0,129         | 134                        |
| 27         | 0,361         | 27,7         | 0,102         | 169                        |
| 28         | 0,321         | 31,1         | 0,0810        | 213                        |
| 29         | 0,286         | 35,0         | 0,0642        | 268                        |
| 30         | 0,255         | 39,3         | 0,0509        | 339                        |
| 31         | 0,227         | 44,1         | 0,0404        | 427                        |
| 32         | 0,202         | 49,5         | 0,0320        | 538                        |
| 33         | 0,180         | 55,6         | 0,0254        | 679                        |
| 34         | 0,160         | 62,4         | 0,0201        | 856                        |
| 35         | 0,143         | 70,1         | 0,0160        | 1079                       |
| 36         | 0,127         | 78,7         | 0,0127        | 1361                       |
| 37         | 0,113         | 88,4         | 0,0100        | 1716                       |
| 38         | 0,101         | 99,3         | 0,00797       | 2164                       |
| 39         | 0,0897        | 111          | 0,00632       | 2729                       |
| 40         | 0,0799        | 125          | 0,00501       | 3441                       |

## Autres utilisations de l'unité de mesure AWG
Cette unité de mesure est également utilisée :
- en bijouterie pour indiquer la taille d’un piercing ;
- en médecine pour la mesure du calibre des différentes aiguilles, cathéters et mandrins. Par exemple, une anesthésie sous-cutanée se fait avec une aiguille 25 gauges, et une prise de sang avec une aiguille 18 ou 20 gauges.